# Cheyenne Mountain Entertainment
Cheyenne Mountain Entertainment è una casa sviluppatrice di software con sede in Arizona.
È nata a luglio 2005 e ha ottenuto la licenza dalla MGM nel settembre 2005 per creare il videogioco Stargate Worlds basato sulla serie televisiva di fantascienza Stargate SG-1.
Il nome della compagnia proviene da Cheyenne Mountain, installazione militare della United States Air Force e sede fittizia dell'immaginario Comando Stargate.